# Maxomys pagensis
Maxomys pagensis — вид пацюків (Rattini), ендемік островів Ментавай (Індонезія).

## Морфологічна характеристика
Довжина голови й тулуба від 170 до 218 мм, довжина хвоста від 163 до 204 мм. Верхні частини коричнювато-жовті, вздовж спини усипані чорнуватими колючими волосками. Черевні частини блідо-жовто-кремові. Бічні частини ніг схожі на спинні частини. Ступні білі. Зверху хвіст чорнуватий, знизу білуватий.

## Середовище проживання
Мешкає в низинних тропічних первинних лісах.

## Спосіб життя
Це наземний вид